# Abo El Seoud El Ebiary

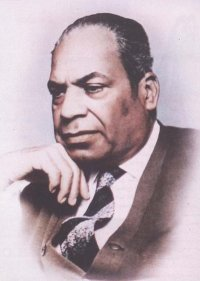
Abo El Seoud El Ebiary

Abo El Seoud El Ebiary, auch Aboul Soud Ibiary oder Abu Seoud El-Ibiary, arabisch أبو السعود الإبياري, DMG Abū s-Saʿūd al-Ibyārī (* 9. November 1910 in Kairo; † 17. März 1969 ebenda), war ein ägyptischer Autor, Drehbuchautor und Journalist.

## Leben
Abo El Seoud El Ebiary wurde 1910 in Kairo geboren. Er arbeitete in den 1950ern für verschiedene Zeitschriften wie „Al Kawakeb“ (‚Die Planeten‘), „Ahl Al Fann“ (‚Menschen der Kunst‘) und „Yawmeyat Abo El Seoud El Ebiary“ (‚Abo El Seoud El Ebiarys Diaries‘).
El Ebiary verfasste darüber hinaus 64 Komödien – meist für den Komiker Ismail Yasin –, mehr als 300 arabische Lieder und schrieb die Drehbücher für über 500 arabische Filme, was 17 % des arabischen Kinos ausmacht. Zu seinen bekanntesten Werken gehören Lahn hubi, Shabab magnoun geddan, Shakket el talaba und Akher kedba. Er starb 1969 mit 58 Jahren in Kairo.

## Namen
Sein Werk brachte ihm eine Reihe von Beinamen ein wie „Molière Al Sharq“, „Molière des Ostens“, „Ostaz Al Comedia“, „Der Comedy-Professor“, „Al Nahr Al Motadafeq“, „Der Fließende Fluss“, „Joker Al Aflam“, „Joker der Filme“, „Manjam Al Zahab“, „Gold-Astrologe“ und „Al Gabal Al Dahek“ – Der Berg der Komödie.

## Werke

### Filme
- Law Kont Ghani (Wenn ich Reich wäre) 1942.
- Amma Genan (Welche Träumerei) 1944.
- Share' Muhammad Ali (Muhammad Ali-Straße) 1944.
- Ta'eiat Al Ikhfa' (Der Verschwinden-Hut) 1944.
- Al Folous (Geld) 1945.
- Aheb Al Baladi (Ich liebe Baladi), 1945.
- Raga', (Wunsch – Frauenname), 1945.
- Al Hob Al Awal (Erste Liebe), 1945.
- Al Gens Al Latif (Das sanfte Geschlecht), 1945.
- Al Annesa Bosa (Miss Kiss), 1945.
- Taxi Hantour (Ein Taxi-Cabriolet) 1945.
- Al Haz Al Sa'eed (Glück) 1945.
- Al Bani Adam (Söhne Adams) 1945.
- Al Qersh Al Abyad (Die weiße Münze) 1945.
- Awdet Ta'eiat Al Ikhfa' (Die Rückkehr des Disappearance Hat) 1946.
- Al Ghani Al Maghoul (Der unbekannte Reiche) 1946.
- Rawia (Romancière – Frauenname) 1946.
- Ghani Harb (Reicher Mann des Krieges) 1947.
- Laiali Al Ons (Herzliche Nächte) 1947.
- Qalbi Dalili (Mein Herz ist mein Führer) 1947.
- Soltanat Al Sahara' (Die Sultana der Sahara) 1947.
- Goz Al Itneen (Ehemann von Beiden) 1947.
- Goha W Al Saba' Banat (Goha und die sieben Mädchen) 1947.
- Al Sittat Afarit (Frauen sind Teufel) 1948.
- Al Hawa W Al Shabab (Liebe und Jugend) 1948.
- Fouq Al Sahab (Über den Wolken) 1948.
- Talaq Soad Hanem (Die Scheidung von Lady Soad) 1948.
- Al-Yateematain (Die zwei Waisen) 1948.
- Halawa (Süß – Männername) 1949.
- Ala Qad Lehafak (In deine Decke) 1949.
- Mabrouk Aliki (Glückwünsche für Dich) 1949.
- Sitt al-Bayt (Dame des Hauses) 1949.
- Fatma, Mareeka & Rachel (Frauennamen: Muslim, Christin, Jüdin) 1949.
- Ser Al Amirah (Das Geheimnis der Prinzessin) 1949.
- Oqbal Al Bakari (Wunsch für die Jungfrauen) 1949.
- Afrita Hanem (Gespensterdame) 1949.
- Aseer Al Oyoun (Was das Auge fängt) 1949.
- Laylat Al Eid (Die Fest-Nacht) 1949.
- Ah Men Al Rigala (Oh! Über Männer) 1950.
- Al Batal (Der Held) 1950.
- Al Annesa Mama (Miss Mama) 1950.
- Sa'a Le Qalbak (Eine Stunde für dein Herz) 1950.
- Bent Paris (Das Pariser Mädchen) 1950.
- Al Zawga Al Sabe'a (Die siebte Ehefrau) 1950.
- Ma'lesh Ya Zahr (Pech, Würfel) 1950.
- Afrah (Süßigkeiten – Frauenname) 1950.
- Zalamouni Al Nas (Menschen bedrängten mich) 1950.
- Seebouni Aghani (Laßt mich singen) 1950.
- Al Millionaire (Der Millionär) 1950.
- Akher Kedba (Die letzte Lüge) 1950.
- Yasmin (Jasmin – Frauenname) 1950.
- Set Al Hosn (Die adrette Dame) 1950.
- Akhlaq Lel Bae' (Moral zu verkaufen) 1950.
- Balad Al Mahboub (Das Land des Geliebten) 1951.
- Laylat Al Hinna (Henna-Nacht) 1951.
- Habibati Sousou (Meine liebste Sousou) 1951.
- Foregat (Es ist gerettet) 1951.
- Al Banat Sharbat (Mädchen sind Sherbet/Süß) 1951.
- Ta'ala Sallem (Komm und grüße!) 1951.
- Hamati Konbella Zeria (Meine Schwiegermutter ist eine Atombombe) 1951.
- Habib Al Rouh (Die Liebe der Seele) 1951.
- Fayeq W Rayeq (Wachsam & klar – Männernamen) 1951.
- Qatr Al Nada (Tautropfen – Frauenname), 1951.
- Mate'olsh Le Had (Erzähle niemandem!) 1952.
- Al Hawa Maloush Dawa (Keine Medizin für Liebe) 1952.
- Ala Keifak (Wie du willst) 1952.
- Musmar Goha (Gohas Nagel) 1952.
- Ayza Atgawez (Ich will heiraten) 1952.
- Qadam Al Khair (Der Fuß des Wohlergehens) 1952.
- Ya Halawat Al Hob (Was süße Liebe ist) 1952.
- Ganna W Nar (Himmel und Hölle) 1952.
- Ana Wahdi (Ich bin allein) 1952.
- Hazzak Haza Al Osbou' (Dein Glück diese Woche) 1953.
- Laila Bent Al Akaber (Laila, die Tochter der Edlen) 1953.
- Afreet Am Abdou (Der Geist von Onkel Abdou) 1953.
- Nashala Hanem (Madame Taschendieb) 1953.
- Fa'el Khair (Philanthrop) 1953.
- Dahab, (Gold – Frauenname) 1953.
- Ishhadou Ya Nas (Vorrat, Menschen) 1953.
- Ibn Lel Igar (Sohn zu mieten) 1953.
- Ibn Zawat (Sohn des Adels) 1953.
- Lahen Hobby (Die Melodie meiner Liebe) 1953.
- Al Hamawat Al Fatenat (Reizende Schwiegermütter) 1953.
- Million Geneh (Eine Million Pfund) 1953.
- Taxi Al Gharam (Taxi der Liebe) 1954.
- Banat Hawa' (Töchter Evas) 1954.
- Al Omr Wahed (Lebenszeit ist Eins) 1954.
- Arba' Banat W Zabet (Vier Mädchen und ein Polizist/Offizier) 1954.
- Sharaf Al Bent (Ehre eines Mädchens) 1954.
- Afreetet Ismail Yasin (Der Geist von Ismail Yasin) 1954.
- Al Zolm Haram (Ungerechtigkeit verboten) 1954.
- Ilha'ouni Bel Ma'zoun (Bringt mir den Standesbeamten) 1954.
- Al Ostaz Sharaf (Mr. Honesty, Herr Ehrlich – Männername) 1954.
- Aziza (Schatz – Frauenname) 1954.
- Insan Ghalban (Ein bescheidener Mann) 1954.
- Araies Fi Al Mazad (Brautversteigerung) 1955.
- Mamlaket Al Nisa' (Königreich von Frauen) 1955.
- Ismail Yasin Yoqabel Rayya W Sakina (Ismail Yasin trifft Rayya & Sakina) 1955.
- Sahebat Al Ismah (Der Besitzer der weiblichen Unfehlbarkeit) 1955.
- Laiali Al Hob (Nächte der Liebe) 1955.
- Ismail Yasin Fe Al Gueish (Ismail Yasin geht zur Armee) 1955.
- Al Armala Al Taroub (Die fröhliche Witwe) 1956.
- Al Mofatesh Al Aam (Der Generalinspektor) 1956.
- Anta Habibi (Du bist meine Geliebte, Meine einzige Liebe) 1957.
- Ismail Yasin Fi Genenat Al Haiawanat (Ismail Yasin im Zoo) 1957.
- Fata Ahlami (Junger Mann meiner Träume) 1957.
- Ismail Yasin Fi Demesheq (Ismail Yasin in Damaskus) 1958.
- Ismail Yasin Tarazan (Ismail Yasin Tarazan) 1958.
- Al Set Nawa'em (Lady Nawa'em) 1958.
- Ayami Al Sa'eedah (Meine Glücklichen Tage) 1958.
- Kol Daqqa Fi Qalbi (Jeder Schlag meines Herzens) 1959.
- Al Millionaire Al Faqir (Der arme Millionär) 1959.
- Ismail Yasin Fi Al Tayaran (Ismail Yasin geht zur Luftwaffe) 1959.
- Hassan W Marika (Hassan & Marika) 1959.
- Hallak Al Sayedat (Damenfriseur) 1960.
- Al Fanous Al Sehry (Die magische Lampe) 1960.
- Sokkar Hanem (Madame Zucker) 1960.
- Hob W Azab (Liebe und Folter) 1961.
- Malek Al Petrol (Der Petroleum-König) 1962.
- Al Zawga 13 (Ehefrau Nummer 13) 1962.
- Al Forsan Al Thalathah (Die drei Musketiere) 1962.
- Qadi Al Gharam (Der Richter der Liebe) 1962.
- Al Maganeen Fi Na'eem (Verrückte im Himmel) 1963.
- Al Arees Yassel Ghadan (Der Groom kommt morgen an) 1963.
- Hareb Men Al Zawag (Eheflüchtling) 1964.
- Sagheera Ala Al Hob (Zu Jung zu Lieben) 1966.
- Ganab Al Safir (Seine Exzellenz der Botschafter) 1966.
- Shaqet Al Talabah (Studentenwohnung) 1967.
- Al Arees Al Thani (Der zweite Groom) 1967.
- Shabab Magnoun Geddan (verrückte Jugend) 1967.
- Al Ragol Al Monaseb (Der nützliche Mann) 1967.
- Hawa' W Al Qerd (Eva und der Affe) 1968.
- Arees Bent Al Wazir (Der Groom der Minister-Tochter) 1970.
- Zawga Le Khamsat Regal (Eine Ehefrau für fünf Männer) 1970.
- Imra'at Zawgi (Die Dame meines Ehemanns) 1970.
- Shaqah Mafroushah (Möblierte Wohnung) 1970.
- Al Bahth An Fadihah (Auf der Suche nach Skandal) 1973.

### Dramen
- Habibi Coco, (My Lovely, Coco)
- Arees Tahet Al Tamreen, (A Trainee Groom)
- Al Set Ayzah Keda, (The Lady Wants That)
- Sahebat Al Jalalah, (Her Majesty)
- Min Kol Beit Hekayah, (A Story From Each House)
- Khameis Al Hadi Ashar, (Khameis The Eleventh)
- Gouzy Beyekhteshy, (My Husband Ashamed)
- Sahra Fil Karakoun, (An Evening In The Police Station)
- Afreet Khatiby, (The Ghost Of My Fiance)
- Rokn Al Mara'a, (The Woman Corner)
- Al Korah Ma'a Bolbol, (The Ball Is With Bolbol)
- Ana Ayzah Millionaire, (I Want A Millionaire)
- Meraty Min Port Said, (My Wife Is From Port Said)
- Rohy Feek, (You're My Soulmate)
- Kol Al Rejalah Keda, (All Men Are Like That)
- Felous Wa Hob Wa Jawaz, (Money, Love And Marriage)
- Haramy Le Awal Marra, (A Thief For The First Time)
- Gouzy Kaddab, (My Husband Is A Liar)
- Emaret Bondoq, (Bondoq's Building)
- Meraty Qamar Sena'ei, (My Wife Is A Satellite)
- Kont Feen Embare7?, (Where Were You, Yesterday?)
- Ya Al Dafe' Ya Al Habs, (Pay Or Jail)
- Dameery Wakhed Ajazah, (My Conscience Is On Vacation)
- Leilet Dokhlety, (My Wedding Night)
- Azeb Ela Al Abad, (Single Forever)
- Al Hob Lamma Yefarqa', (Love When Explodes)
- Oqoul Al Settat, (Women Minds)
- Ya Qatel Ya Maqtoul, (Killer or Being Killed)
- Al Majaneen Fi Na'eem, (Lunatics Are In Heaven)
- Ametty Fatafeit Al Sokkar, (My Aunt, Sugar Crumbs)
- Munafeq Lel Ijar, (A Hypocrite For Rent)
- Sana Tanya Jawaz, (Second Grade In Marriage)
- Hamati Fi Al Television, (My Mother-In-Law Is On Television)
- Al Habib Al Madroub, (The Milled Beloved)
- Kannas Fi Garden City, (A Sweeper In Garden City)
- Talat Farkhat Wa Deek, (Three Hens And A Rooster)
- Alashan Khater Al Settat, (For The Sake Of Women)
- Etjawwazet Harami, (I've Married To A Thief)
- Hal Tuhebbeen Shalabi?, (Do You Love Shalabi?)
- Zoug Sa'eed Jeddan, (A Very Happy Husband)
- Bouhyaji Al Gharam, (The Love Polisher)
- Sayedetty Al Abeeta, (My Fool Lady)
- Hekayat Jawaza, (A Marriage Story)
- Safeer Hakabaka, (The Ambassador Of Hakabaka)
- Ana Wa Akhoya Wa Akhoya, (I, My Brother And My Brother)
- Bent Malek Al Sogoq, (The Sausage King Daughter)